# Rekin z Headington
Rekin z Headington (ang. The Headington Shark) – rzeźba przedstawiająca olbrzymiego rekina umieszczonego głową w dół w dachu domu. Instalacja znajduje się przy 2 New High Street, na terenie Headington – jednej z dzielnic angielskiego miasta Oksford.

## Okoliczności powstania
Rekin został wzniesiony 9 sierpnia 1986 roku, w 41. rocznicę zrzucenia bomby atomowej na Nagasaki. Bill Heine, prezenter lokalnej stacji radiowej i zarazem właściciel domu, skomentował rzeźbę następująco:

Rekin ma wyobrażać kogoś czującego się kompletnie bezsilnie, wybijającego dziurę w swoim dachu w poczuciu bezsilności, gniewu i desperacji... Wiąże się to z Kampanią na rzecz Rozbrojenia Nuklearnego, energią nuklearną, Czarnobylem oraz Nagasaki.

Rzeźba ma 7,6 m długości, waży około 200 kg i została wykonana z pomalowanego włókna szklanego. Twórca nadał jej nazwę Bez tytułu 1986 (ang. Untitled 1986), widoczną na bramie domu.

## Kontrowersje
Rekin autorstwa Johna Buckleya od samego początku wzbudzał mieszane uczucia. Władze Oksfordu próbowały doprowadzić do jego usunięcia, powołując się na względy bezpieczeństwa. Gdy nie przyniosło to skutku, twórcę oskarżono o nieprzedłożenie stosownego planu budowlanego i zaproponowano przeniesienie rzeźby na teren lokalnego basenu. Rekin pozostał jednak na dotychczasowym miejscu, głównie za sprawą poparcia ze strony okolicznych mieszkańców.
Ostatecznie sprawą zajął się rząd. Tony Baldry, doradca ówczesnego ministra środowiska, Michaela Heseltine'a, przyjrzał się instalacji pod kątem planistycznym. W 1992 roku rozstrzygnął, że rzeźba nie zaburza estetyki lokalnego układu przestrzennego i nie trzeba jej demontować.

## Dalsze losy
W sierpniu 2007 roku, w 21. rocznicę postawienia rzeźby, Buckley poddał ją renowacji, która została wymuszona skargami dotyczącymi złego stanu domu oraz samego rekina.
W 2013 roku Rekin z Headington został wykorzystany w primaaprilisowym żarcie dziennika Oxford Mail. Według relacji, Rada Miasta Oksford miała rzekomo utworzyć fundusz szacowany na 200 tysięcy funtów, aby wesprzeć budowę podobnych rzeźb na dachach innych domów w okolicy.